# آسیابر
آسیابر، روستایی از توابع بخش دیلمان شهرستان سیاهکل در استان گیلان ایران است. بازار آسیابر در سال‌های گذشته برگزاری جشن نوروزبل در این منطقه، که یکی از سنت‌های قدیم گیلان بوده و از سوی میراث فرهنگی کشور به ثبت رسیده، انجام می‌شود و موجب رونق گردشگری در داخل بازار به شیوه سنتی در برخی ایام خاص سال می‌شود. مراسم علم واچینی شاه شهیدان بزرگ‌ترین مراسم علم واچینی در استان گیلان و یکی از پرشورترین مراسم‌های مذهبی کشور است که هر سال با حضور هزاران نفر از مردم منطقه و دیگر نقاط استان و کشور برگزار می‌شود.

## جمعیت
این روستا در دهستان دیلمان قرار دارد و بر اساس سرشماری مرکز آمار ایران در سال ۱۳۸۵، جمعیت آن ۴۷۹ نفر (۱۶۹خانوار) بوده‌است.
اهالی این روستا به زبان گیلکی صحبت می‌کنند.